# الاختبار باستخدام تقنية الواقع المعزز
الاختبار بتقنية الواقع المعزز أو مايعرف ب (ARBT) هو إحدى طرق الاختبار التي تعتمد على تقنية الواقع المعزز واختبار البرمجيات  لتحسين عملية الاختبار عن طريق إضافة بُعد جديد لمجال الاختبارات. على سبيل المثال، يرتدي المختبر إحدى اجهزة العرض أو نظارات الواقع المعزز المخصصة مثل (head-mounted display (HMD أو عدسات الواقع المعزز التفاعلية  التي تقوم بعرض الواقع الملموس وصور الكائنات الافتراضية المسجلة على رؤية المستخدم للعالم الحقيقي. تستطيع هذه العدسات واجهزة العرض استكشاف الاشارات الافتراضية (Virtual labels) في مساحات النظام لتوضح اوامر تشغيل الاختبار للفاحص أو للشخص الذي يؤدي الاختبار في النظم المعقدة.
في عام 2009 كنقطة انطلاق في اصلاح وتحسين الواقع المعزز (ARMAR)  قام ألكسندر أنديلكوفيتش (Alexander Andelkovic) بابتكار فكرة ' الاختبار بتقنية الواقع المعزز'. حيث تم تقديم فكرة استخدام تقنية الواقع المعزز مع اختبار البرمجيات.

## نظرة عامة
أصبحت بيئة اختبار التقنية أكثر تعقيداً، وذلك يتطلب بشكل كبير من مهندسي الاختبار الإلمام والحصول على معرفة عالية بمهارات الاختبار والعمل الفعّال. تعتبر البيئة الافتراضية أو مايُعرف ب (Virtual environment) إحدى الابعاد القوية الغير مكتشفة والتي يمكن استخدامها.الكثير من المعلومات والبيانات متاحه اليوم لكنها غير عملية في الالستخدام حيث انها تتطلب الكثير من  الوقت لتجميعها، ولكن باستخدام "الاختبار بتقنية الواقع المعزز"  يمكن ان تستخدم على الفور.

## التطبيقات
الاختبار بتقنية الواقع المعزز يمكن ان يخدم البيئات التالي:

### الدعم
اختبار تجميع وفك تجميع الكائنات أو النماذج ثلاثية الابعاد  يمكن التعلم والتطبيق العملي لعدة سيناريوهات لاكتشاف حالات الخطأ الممكنة والتعرف على اصلاحها.

### الارشادات والتوجيهات
التقليل من خطورة عدم أو سوء فهم اجراءات الاختبار المعقدة، ويتم ذلك عن طريق وصف خطوات الاختبار امام المختبرين على كائن الختبار الحقيقي بشكل افتراضي.

### التعليم
المعلومات الأساسية عن سيناريو الاختبار والأخطاء المكتشفة مسبقاً على كائن اختبار والتذكيرات، تساعد على تجنب تكرار الأخطاء التي تم إجراؤها أثناء اختبار سابق لمنطقة اختبار محددة.

### التدريب
يستطيع المختبرين المبتدئين تعلم سيناروهات اختبار معقدة بإشراف أقل، حيث سيتم الإشارة إلى خطوات الاختبار والمعلومات المطلوبة لمعايير النجاح. يستطيع المختبر المبتدئ التدريب قبل الانتهاء من الوظيفة أو إجراء بعض اختبارات التراجع.

### الاعلام
يستطيع الفاحص أو المختبر الإشارة إلى الكائن الحقيقي للحصول على البيانات والمعلومات التقنية المحدثة بشكل مفصل والتي تلزمه لأداء مهمة الاختبار المحددة.

### الإلهام
يقوم الفاحصين أو المختبرين باختبار استكشافي (exploratory testing) والذي تجعلهم بحاجة إلى مصادر الهام للاستكشاف. يمكنهم الحصول معلومات شكل فوري عن جلسات اختبار الاستكشتاف السابقة والتي جُمعت عن طريق session-based testing.

## انظر ايضاً
- واقع معزز
- فحص البرمجيات
- واقع افتراضي